# Ceromya mellina
Ceromya mellina là một loài ruồi trong họ Tachinidae.